# Jardins d'Éole
Jardins d'Éole är en park i Quartier de la Chapelle i Paris artonde arrondissement. Den är uppkallad efter vindguden Aiolos (franska: Éole) i den grekiska mytologin. Parken, som invigdes år 2007, har en ingång vid Pont de la rue Riquet.

## Bilder
| - Jardins d'Éole. - Jardins d'Éole. |

## Omgivningar
- Saint-Bernard de la Chapelle
- Saint-Denys de la Chapelle
- Sainte-Jeanne-d'Arc
- Jardin Françoise-Hélène-Jourda
- Jardins Rosa-Luxemburg
- Square Marc-Séguin
- Bois Dormoy

## Kommunikationer
- Tunnelbana – linje  – La Chapelle
- Tunnelbana – linje  – Marx Dormoy
- Tunnelbana – linjerna    – Stalingrad
- Busshållplats Riquet – Paris bussnät

### Webbkällor
- ”Jardins d'Éole” (på franska). Paris.fr. Arkiverad från originalet den 13 oktober 2022. https://archive.ph/fg9x1. Läst 13 oktober 2022.
- ”Jardins d'Éole (18ème arrondissement)”. Les rues de Paris. https://web.archive.org/web/20190901222515/http://www.parisrues.com/rues18/paris-18-jardins-d-eole.html. Läst 13 oktober 2022.